# Nationalgarde (Kirgisistan)
Die Nationalgarde Kirgisistans ist den kirgisischen Streitkräften unterstellt.

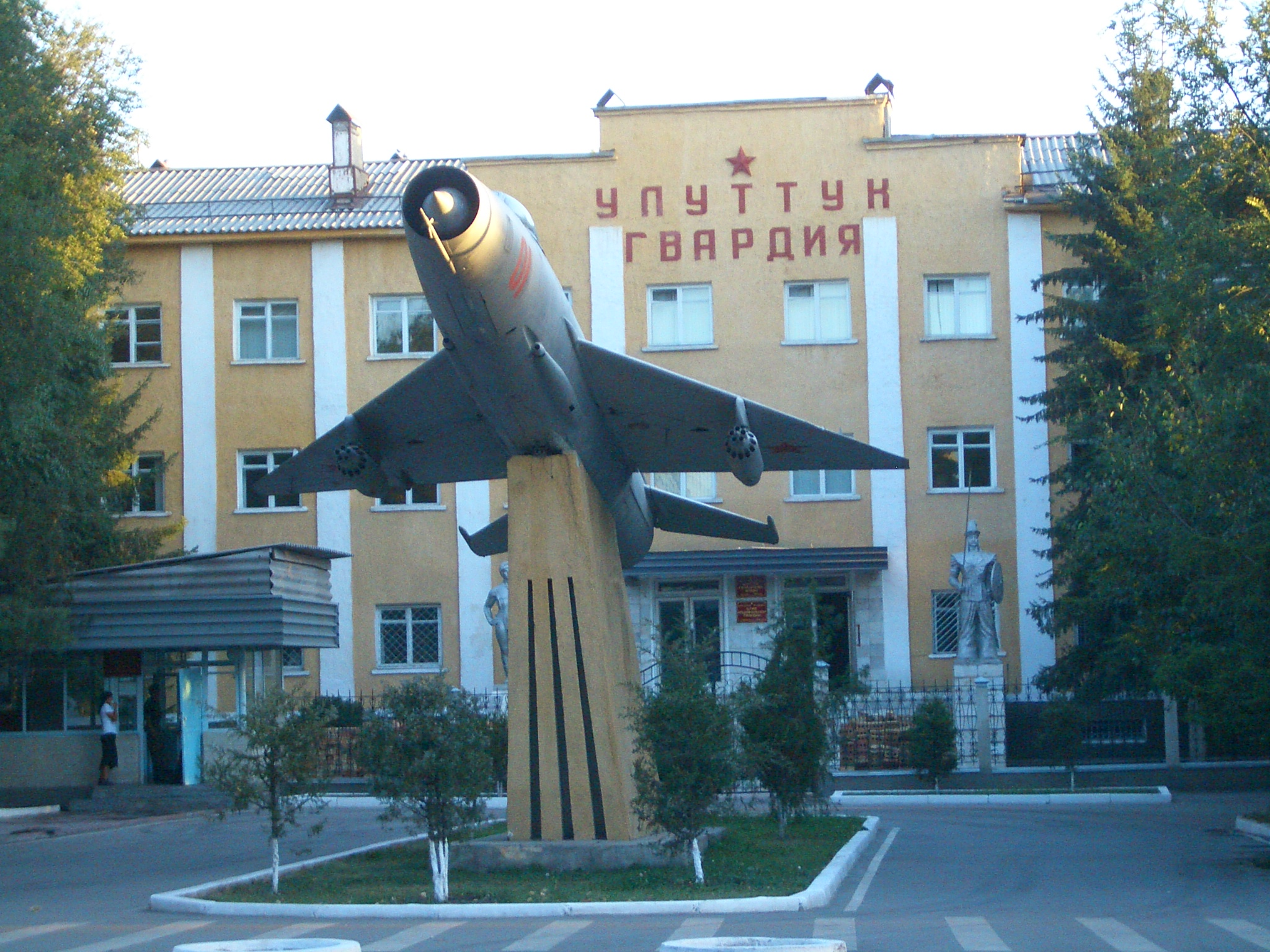
Das Gebäude der Nationalgarde in Bischkek

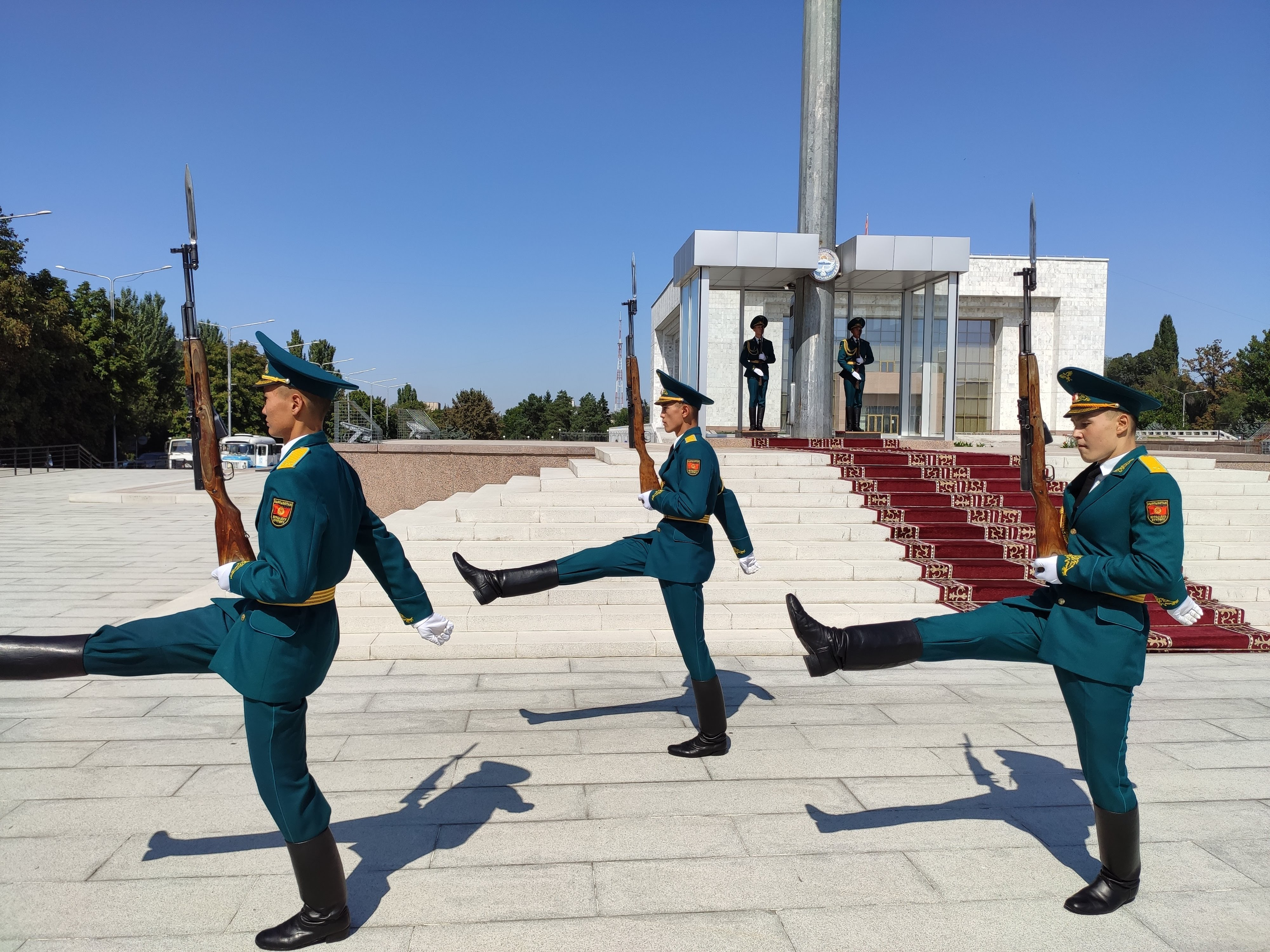
Nationalgardisten beim Flaggenmast auf dem Ala-Too-Platz

## Funktion
Sie dient dem "Schutz der zugewiesenen Einrichtungen [meist Regierungseinrichtungen], der Interessen des Einzelnen, der Gesellschaft und des Staates, der verfassungsmäßigen Rechte und Freiheiten der Bürger". Gemeinsam mit den Inneren Truppen Kirgisistans soll sie die innere Sicherheit gewährleisten und dient weiterhin zu repräsentativen Zwecken, so bewachen zwei Nationalgardisten den Flaggenmast auf dem Ala-Too-Platz. Außerdem ist sie für den Schutz von Regierungsgebäuden und Anti-Terror-Maßnahmen zuständig.

## Geschichte
Die Nationalgarde wurde durch ein Präsidialdekret am 3. Dezember 1991 gegründet. Am 20. Juli 1992 legten die ersten Mitglieder den Treueeid ab. Dieser Tag wird jährlich als Tag der Nationalgarde Kirgisistans begangen. Im Jahr 2014 wurden die Inneren Truppen Kirgisistans im Rahmen einer Militärreform aus dem Innenministerium ausgegliedert und der Nationalgarde unterstellt, dieser Schritt wurde vier Jahre später, im Jahr 2018, rückgängig gemacht. 2016 wurde die Führung an den Generalstab der kirgisischen Streitkräfte übertragen.